# Solzinc-Verfahren
Das Solzinc-Verfahren ist ein von der Europäischen Union gefördertes thermochemisches Verfahren zur Wasserstoffherstellung aus Wasser mittels Zink und Solarenergie. Ziel ist die Speicherung von Sonnenenergie in Form von metallischem Zink. Das Verfahren wurde im Labor für Solartechnik am Schweizer Paul Scherrer Institut (PSI) an der ETH Zürich entwickelt.

## Verfahrensschritte

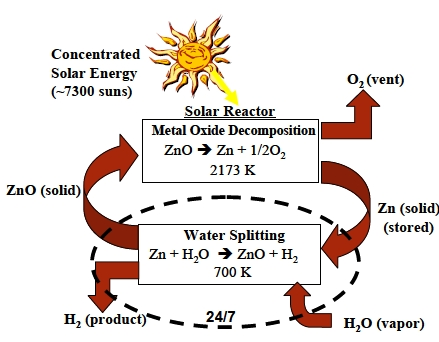
Schema der Verfahrensschritte im Solzinc-Verfahren

Das Verfahren besteht im Wesentlichen aus zwei Schritten. Im ersten Schritt wird Zinkoxid thermisch durch Sonnenenergie (beispielsweise Solarturmkraftwerke) in Zink und Sauerstoff gespalten:
{\displaystyle \mathrm {2\ ZnO\longrightarrow 2\ Zn+O_{2}} }
Um die für die Herstellung des metallischen Zinks notwendige Temperatur zu senken, kann man gegebenenfalls bis zu 15 % der stöchiometrischen Menge Kohlenstoff als Reduktionsmittel zugeben gemäß:
{\displaystyle \mathrm {ZnO+C\longrightarrow Zn+CO} }
Die Reaktionstemperatur sinkt dabei von über 1800 °C auf ca. 1200 °C.
Im zweiten Schritt wird das so gewonnene Zink mit Wasser zu Zinkoxid und Wasserstoff umgesetzt:
{\displaystyle \mathrm {Zn+H_{2}O\longrightarrow ZnO+H_{2}} }
Diese Reaktion ist exotherm und läuft bei rund 350 °C ab.
Der Wirkungsgrad des Verfahrens betrug 2005 in der Pilotanlage am Weizmann Institute of Science 30 %, es wird aber durch Verfahrensoptimierungen ein Wirkungsgrad von 60 % erwartet. Der entstehende Wasserstoff wird durch Verbrennung zur Energiegewinnung verwendet. Das Zink kann alternativ auch in Zink-Sauerstoff-Brennstoffzellen zur Stromerzeugung verwendet werden. Konzepte für die großtechnische Nutzung wurden bereits erarbeitet.
Wenn auf die Zugabe von Kohlenstoff verzichtet wird (Zink-Zinkoxid-Verfahren), steigt der konstruktive Aufwand für den Reaktor. Vorteilhaft ist jedoch, dass der Prozess ohne Emission von Kohlendioxid abläuft. Das bei Kohlenstoffzugabe direkt erzeugte Kohlenmonoxid würde nur dann eine neutrale CO2-Bilanz ermöglichen, wenn es für chemische Synthesen eingesetzt wird, bei denen es andere fossile CO2-Quellen ersetzt.